# Fiskdale
Fiskdale é um lugar designado pelo censo localizado no condado de Worcester no estado estadounidense de Massachusetts. No Censo de 2010 tinha uma população de 2.583 habitantes e uma densidade populacional de 307,15 pessoas por km².

## Geografia
Fiskdale encontra-se localizado nas coordenadas 42° 07′ 29″ N, 72° 06′ 39″ O. Segundo a Departamento do Censo dos Estados Unidos, Fiskdale tem uma superfície total de 8.41 km², da qual 8.1 km² correspondem a terra firme e (3.7%) 0.31 km² é água.

## Demografia
Segundo o censo de 2010, tinha 2.583 pessoas residindo em Fiskdale. A densidade populacional era de 307,15 hab./km². Dos 2.583 habitantes, Fiskdale estava composto pelo 94.12% brancos, o 0.58% eram afroamericanos, o 0.54% eram amerindios, o 1.97% eram asiáticos, o 0% eram insulares do Pacífico, o 1.24% eram de outras raças e o 1.55% pertenciam a duas ou mais raças. Do total da população o 2.63% eram hispanos ou latinos de qualquer raça.